# Carena de la Rectoria
La Carena de la Rectoria és una serra situada al municipi de Sant Hilari Sacalm a la comarca de la Selva, amb una elevació màxima de 756 metres.